# Pachuco

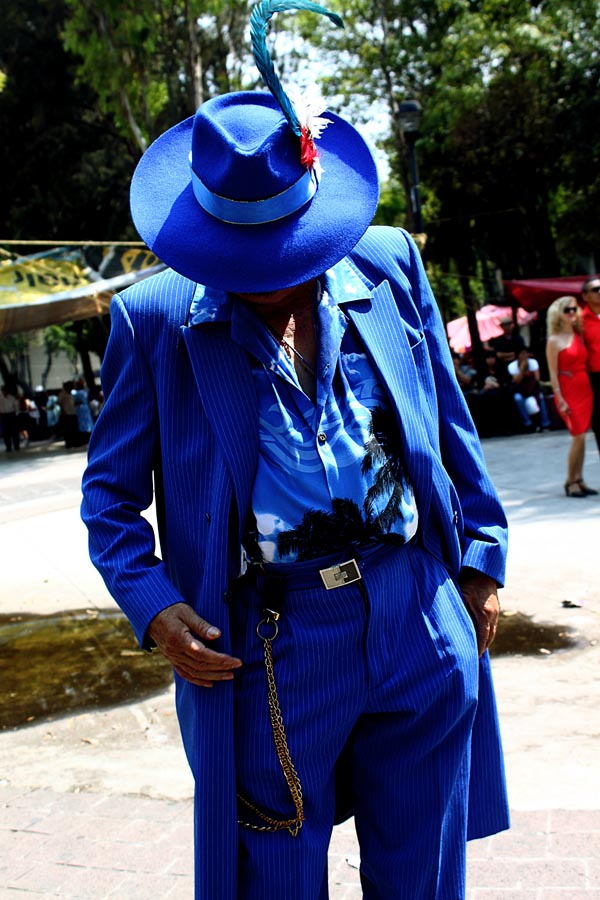
Un pachuco, en Estados Unidos.

El término pachuco (también, tarzán) se refiere a una contracultura surgida en la frontera méxico-estadounidense en la década de 1930, donde jóvenes de origen mexicano expusieron su forma de vida y sus gustos, con deseos de sobresalir ante la marginación de la que eran víctimas en el territorio estadounidense. Son muy conocidos por su argot y el estilo de su vestimenta. Los pachucos, originalmente, eran aquellos que cruzaban la frontera desde Ciudad Juárez hacia El Paso, en un intercambio cultural histórico y constante; sin embargo, el término no es exclusivo de esta frontera, sino que se fue asociando con todo el movimiento de mexicanos y mexicoamericanos en el norte de México y en el sur de los Estados Unidos.[cita requerida]

## En la frontera México/Estados Unidos

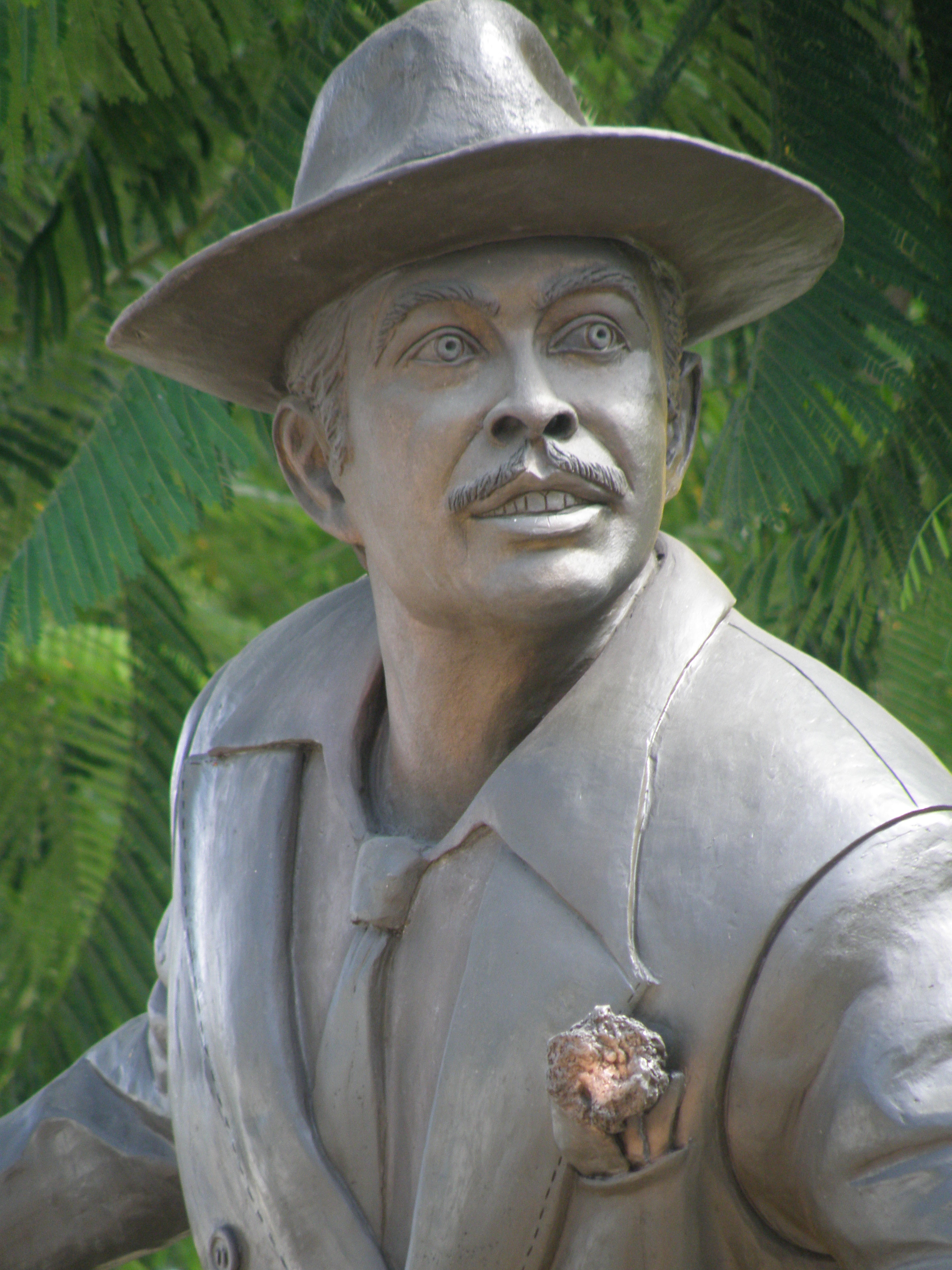
Estatua del actor mexicano Germán Valdés aquí representado como «Tin Tan» y portando un traje de pachuco.

La movilización de mexicanos hacia Estados Unidos ha sido constante y fue intensificada por las políticas migratorias impulsadas por el inicio de la Segunda Guerra Mundial. La mano de obra latina fue de vital importancia para el sustento estadounidense, llegando a contabilizarse cerca de 3,5 millones de mexicoamericanos, principalmente en las periferias de California y Texas. Los latinos fueron la segunda etnia más importante del país, sólo por debajo de los afroamericanos.
            Hay que comprender que el modelo familiar estadounidense del siglo pasado está cimentado en el mando de un padre sobre todos los integrantes del hogar. Al iniciar la Segunda Guerra Mundial, muchos jefes de familia tienen la necesidad de abandonar el país, dando más libertad a algunos jóvenes de salir a las calles. Esto se ve reflejado en el aumento de la criminalidad, especialmente entre los suburbios.
            Los mexicanos residentes en aquel país no fueron la excepción. Se enlistaron en el ejército cerca de 375 000, con la promesa de que, a su regreso, tendrían la documentación necesaria para ser considerados ciudadanos americanos y todas las ventajas que ello traía. Mientras tanto, aquellos que no tuvieron la necesidad de unirse al frente de batalla fueron blanco de la marginación y la xenofobia por una población conservadora.
          Faltos de una identidad que los acogiera, tuvieron la necesidad de crearla. Convirtieron los barrios como su espacio de esparcimiento y desarrollo, defendiéndolo de otras pandillas. La principal ciudad en la que se asentaron fue en Los Ángeles, la cual fue el centro de organización política de la lucha chicana, llegando a formar una comunidad de 240 000 en 1930; también estaban presentes en otras urbes californianas, como San Diego, y en algunas partes de Texas, como San Antonio o El Paso.
         El inicio de los pachucos tiene lugar entre 1930 y 1940, pero el origen de su nombre tiene diversas versiones. Se menciona a un joven originario de Pachuca, Hidalgo, que lideró una banda ruidosa y con vestimenta peculiar; otra posibilidad es que provenga de adolescentes de El Paso, los cuales eran denominados “del chuco” o “del pachuco”; tuvieron que movilizarse por actos pandilleros, llegando a distribuir su forma de ser a Los Ángeles.
        Formaron su personalidad a partir de elementos tanto de afroamericanos, latinos y norteamericanos. Un gran ejemplo de ello es su habla, denominada como “espanglish”, ya que usaban palabras en inglés, en español y algunas creadas por ellos mismos. Aún se pueden encontrar algunas de sus palabras en la vida diaria mexicana, como el verbo “Wachar” que tiene origen en “Watch”.
        Toman música y bailes de ambas partes de la frontera. El danzón, la rumba y el mambo latinoamericanos; mientras que el swing, el boogie y el jazz estadounidense, especialmente de los afrodescendientes.
        Tenían una peculiar forma de vestirse para sus fiestas y eventos importantes, inspirado en la vestimenta de los jazzistas americanos. Era un atuendo cómodo para bailar y que daba estatus. Portaban trajes holgados y con colores diversos; sacos con robustas hombreras y solapas grandes; sombreros de fieltro con alas anchas y adornados con una pluma; corbatas coloridas; algunos usaban un corte de cola de pato; sus pantalones eran grandes, pero con un dobladillo en el tobillo; algunos contaban con un reloj de bolsillo con una cadena muy vistosa; Sus zapatos eran pesados con grandes suelas y cuentan con dos colores que combinan con toda la vestimenta. Las mujeres tenían la posibilidad de vestir de igual manera, con la diferencia de un corte Pompadour o fleco estilo rata; algunas usaban vestidos o faldas recortadas por encima de las rodillas y zapatos de tacón alto; es muy característico el uso de abundante maquillaje.
        Este tipo de vestimenta es nombrado “Zoot Suit”. Cabe mencionar que los pachucos no son los únicos en usar estas prendas, ya que algunas pandillas afros, como los “Hep-Cats”, y cuadrillas japonesas Nissei, comparten la mayor parte de los códigos de vestimenta. Tienen algunas variaciones que las diferencia, como que los Harlem tenían colores más vivos, mientras que los pachucos tendían a los opacos.
        Los pachucos representan el inicio de la identidad chicana, siendo un movimiento de reacción a la indiferencia mexicana a su situación y de reacción contra los abusos racistas norteamericanos. Esos abusos fueron excusados con una magnificación de la violencia vivida entre los grupos marginados juveniles, ya que fueron obligados a reunirse en sus propias áreas como el teatro Orpheum, el Million Dollar, el club All Nations y el Avalon, siendo un caldo de cultivo para conflictos.
       Algunos de esos conflictos raciales tuvieron lugar entre junio de 1943, cuando los marines americanos reprimen a jóvenes mexicoamericanos y destruyen sus espacios de recreación. Varias jóvenes fueron violadas y golpeadas.  Los medios de comunicación justificaron los actos con una supuesta predisposición violentas por su pasado latino. El gobierno mexicano no se manifestó en ninguna postura. Estos eventos fueron nombrados como “zoot suit roits".
      Otro ejemplo de injusticia hacia los pachucos está expuesto en la película Zoot Suit, de Luis Valdez, que relata el caso del asesinato de Sleep Lagoon, ocurrido en 1942, donde un joven pachuco fue acusado culpable sin un juicio justo.
      La influencia de los pachucos tiene una amplia extensión. Algunas pandillas evolucionan en cholos, los cuales se distribuyen en gran parte de la frontera. Incluso algunos códigos son heredados a los maras de Centroamérica. Los chavos banda, u onderos, toman parte del espanglish en su vocabulario. Es indiscutible la influencia de Tin Tan en la distribución de la contracultura pachuca, perdurando hasta nuestros días.

## En Costa Rica
La jerga callejera o argot de Costa Rica es conocida como: "pachuco", una variación regional del castellano con influencia de palabras y expresiones de lenguas indígenas, francés, italiano, el código Malespín, inglés criollo limonense, judeoespañol, castellano tradicional, vulgarismo, y otras expresiones de uso popular en Costa Rica (similar en su uso y modismos al lunfardo rioplatense).
El código malespín fue creado por el general salvadoreño Francisco Malespín en las guerras civiles centroamericanas del siglo XIX. Por ejemplo: tanto la palabra "Tuanis" (muy bien) como la palabra "Brete" (trabajo), ambas de uso diario en Costa Rica, tenían su origen en este curioso código Malespín, que simplemente consiste en sustituir a por e/i por o/b por t/f por g/p por m, y viceversa.

## En la cultura popular
- El actor y comediante Germán Valdés (Tin Tan) vestía este estilo en algunas de sus películas.
- El traje común de La Máscara, tanto en la película como en la caricatura, es un traje amarillo de este estilo.
- Malcolm X vestía con ese estilo en su juventud, de acuerdo con la película del director Spike Lee.[10]
- En sus inicios, la banda mexicana Banda Pachuco (quien tomó su nombre de este estereotipo) utilizó vestuarios similares a los de un pachuco.
- La banda mexicana La Maldita Vecindad llegó a hacer una canción dedicatoria hacia estos personajes, siendo llamada de la misma forma, Pachuco, incluida en su álbum El Circo de 1991.
- El grupo estadounidense Kumbia Kings hizo un cover de la canción de La Maldita Vecindad, también llamada Pachuco, incluido en su álbum en vivo Kumbia Kings Live de 2006.